# Championnats d'Europe de gymnastique artistique féminine 1989
Navigation
Édition précédente Édition suivante
Les 17e championnats d'Europe de gymnastique artistique féminine ont lieu à Bruxelles (Belgique) en 1989.

## Résultats

### Concours général individuel
| 1st | Svetlana Boginskaya (URS) | 39.862 |
| 2nd | Daniela Silivas (ROM)     | 39.849 |
| 3rd | Olga Strazheva (URS)      | 39.612 |

### Finales par engins

#### Saut
| 1st | Svetlana Boginskaya (URS) | 9.962 |
| 2nd | Milena Mavrodieva (BUL)   | 9.924 |
| 3rd | Cristina Bontas (ROM)     | 9.906 |

#### Barres asymétriques
| 1st | Henrietta Onodi (HUN) | 9.962 |
| 2nd | Daniela Silivas (ROM) | 9.950 |
| 2rd | Olga Strazheva (URS)  | 9.950 |

#### Poutre
| 1st | Olessia Doudnik (URS)  | 9.975 |
| 1st | Gabriela Potorac (ROM) | 9.975 |
| 3rd | Daniela Silivas (ROM)  | 9.962 |

#### Sol
| 1st | Daniela Silivas (URS)     | 10.000 |
| 1st | Svetlana Boginskaya (URS) | 10.000 |
| 3rd | Cristina Bontas (ROM)     | 9.962  |
| 3rd | Henrietta Onodi (HUN)     | 9.962  |